# 文化服装学院
文化服装学院（ぶんかふくそうがくいん、英語：Bunka Fashion College）は、学校法人文化学園が運営する服飾系の私立専門学校。東京都渋谷区代々木に所在（JRの最寄駅は新宿駅）。
高田賢三や山本耀司などの世界的なファッションデザイナーを多数輩出しており、日本で唯一『世界のファッションスクールランキング』上位にランクインしている日本を代表する服飾デザインのプロ養成校。創立100周年を迎えた。

## 概要

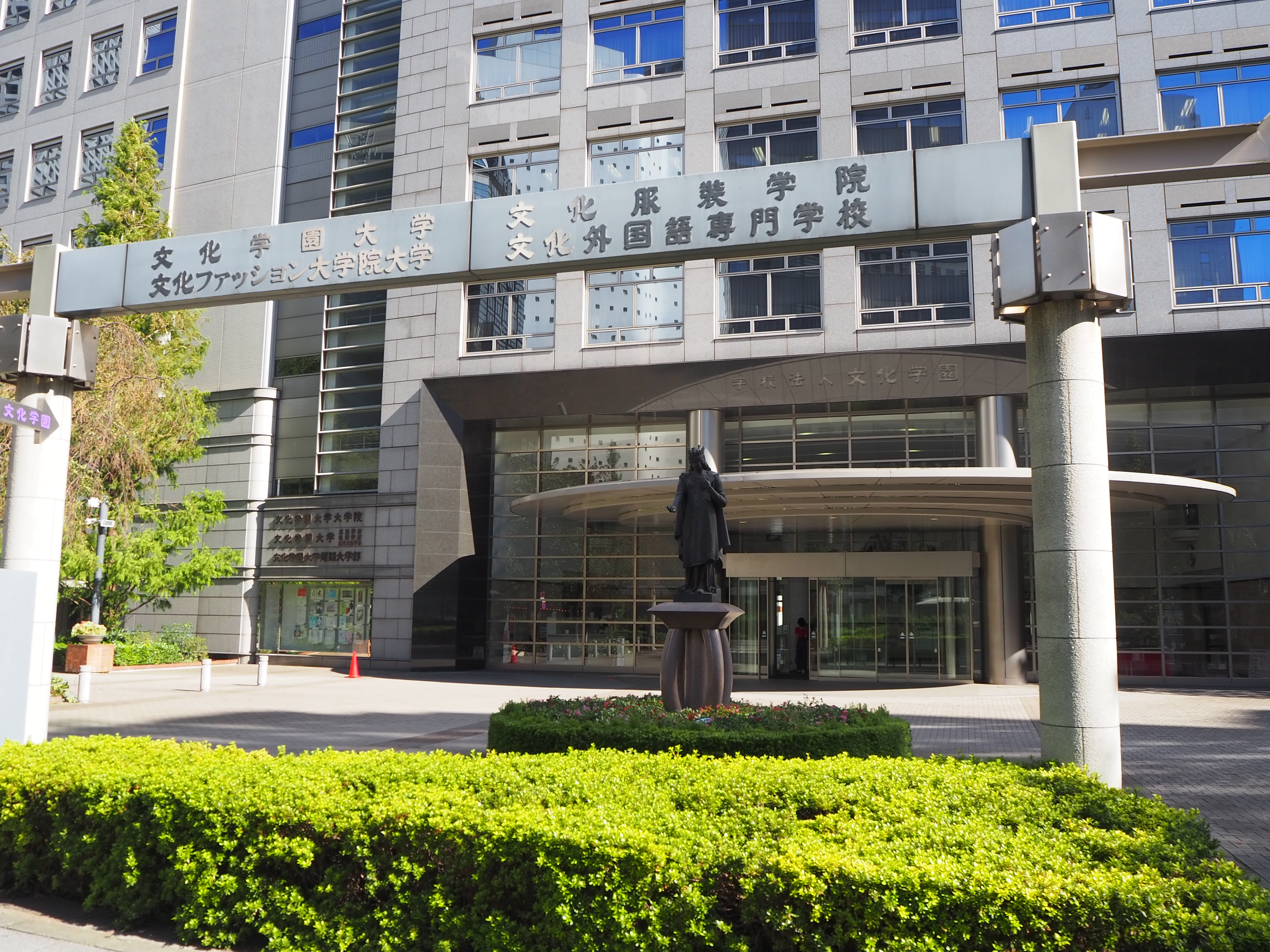
文化学園正門

大正時代に創立され100周年を迎えた伝統校。服飾・ファッション業界に卒業生30万人を輩出した実績があり、世界的に著名な日本人デザイナーが複数卒業している。国内外の服飾系大学・専門学校の中で高い評価を受けて、『世界のファッションスクールランキング』で毎年トップ10に選出されている日本で唯一の服飾学校。同じ敷地内には、姉妹校の文化ファッション大学院大学、文化学園大学、文化外国語専門学校がある。

## 沿革

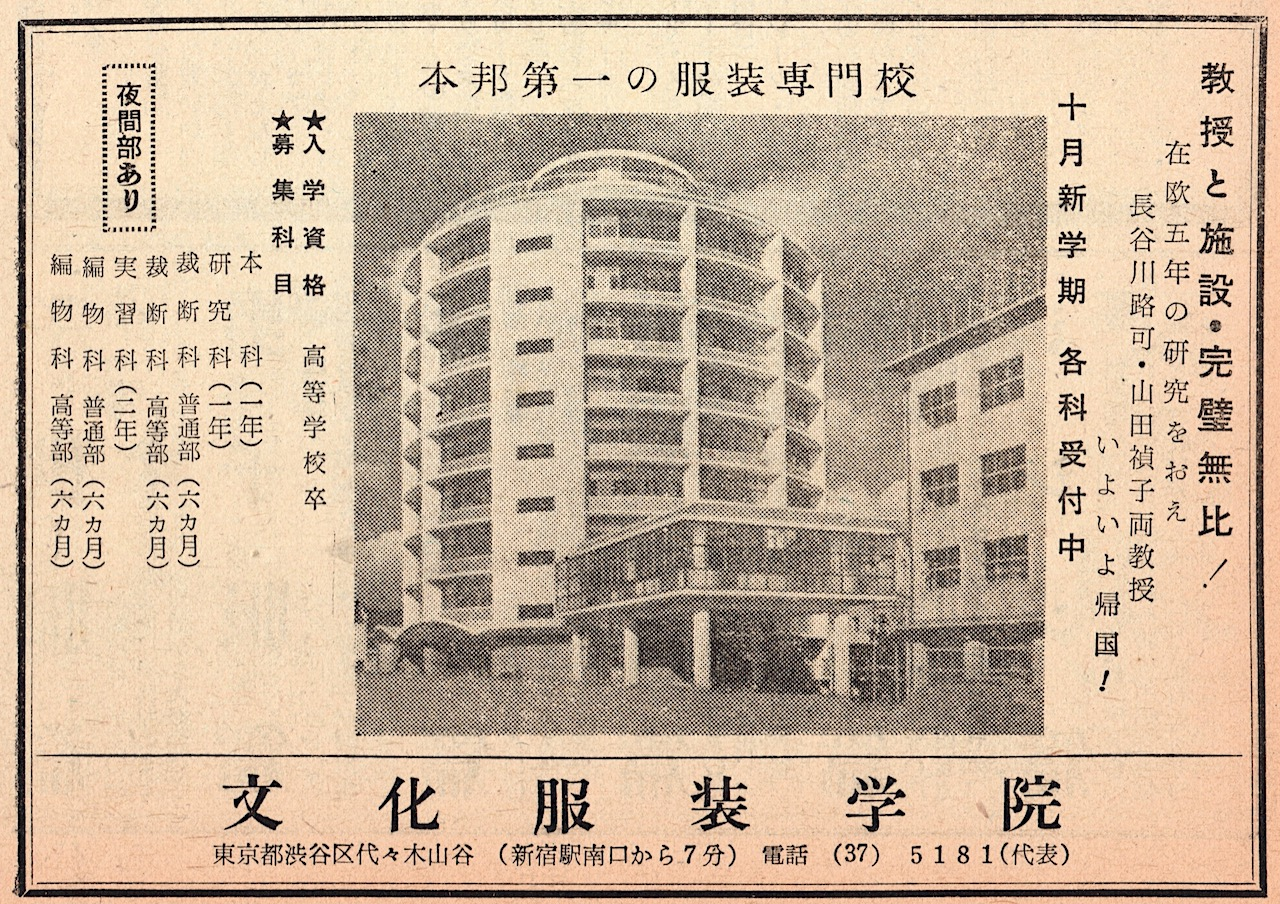
文化服装学院の広告（1956年）。1955〜1997年の間、学院のシンボルであった円形校舎の写真。

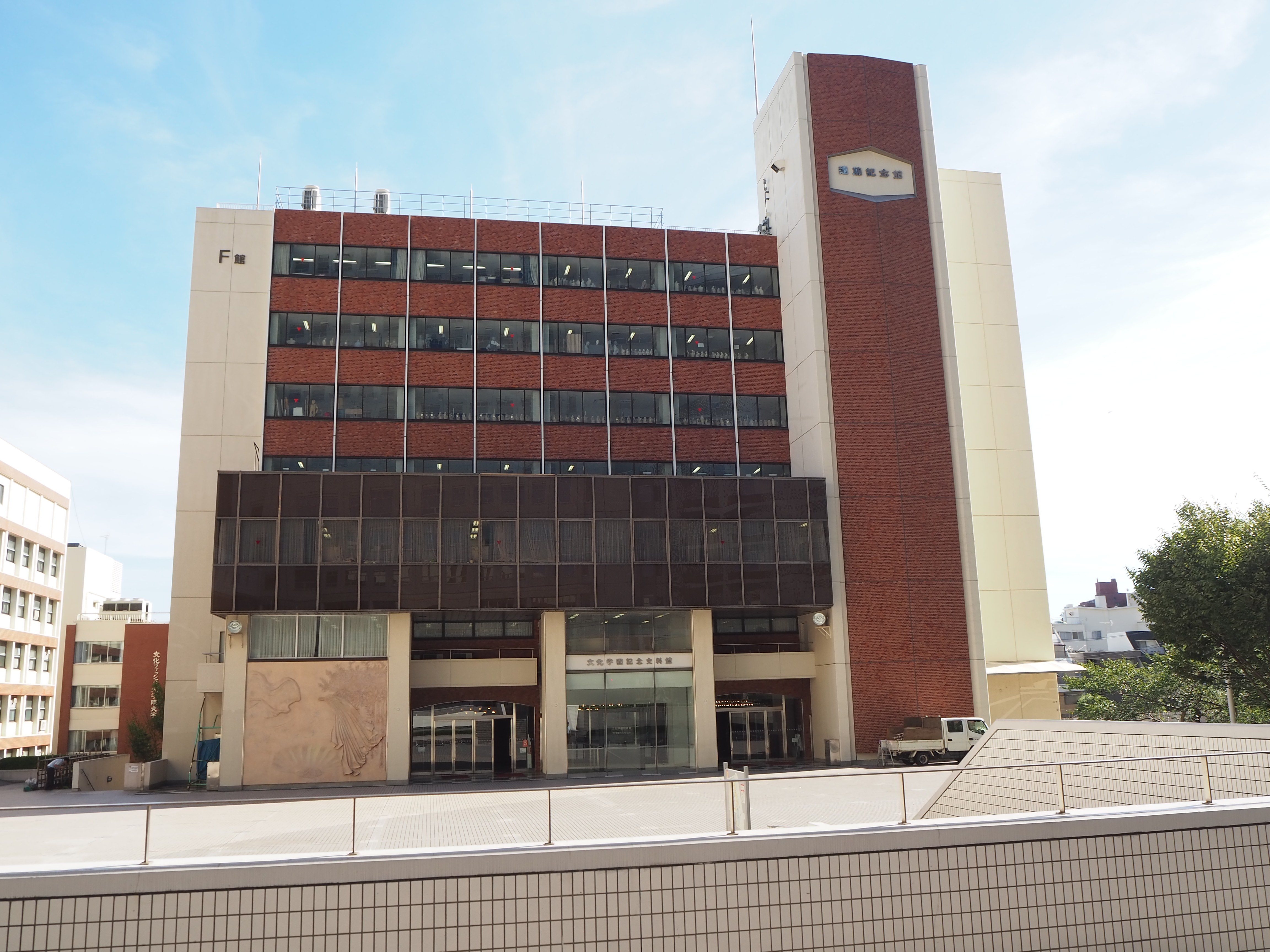
文化学園遠藤記念館

- 1919年（大正8年） - 並木婦人子供服裁縫店を経営する並木伊三郎によって、同店に並木婦人子供服裁縫教授所が併設される。後に、遠藤政次郎が経営に参加し、戸坂裁縫女学校洋服科、シンガーミシン裁縫女学院裁縫科を経て、1922年に文化裁縫学院と改組
- 1923年（大正12年）6月23日  - 東京府各種学校令による服装教育の学校として東京府から認可され、この日を創立記念日とし、文化裁縫女学校と改称
- 1935年（昭和10年） - 財団法人並木学園を設置し、文部省より認可（1951年学校法人化、1973年文化学園へ改称）
- 1936年（昭和11年） - 学校名を文化服装学院と改称
- 1947年（昭和22年） - 「文化服装学院連鎖校」制度を創設、文化式洋裁教育の全国的なネットワーク化を確立
- 1953年（昭和28年）フランスからクリスチャン・ディオール一行12名（うち専属モデル7名）を招き、学院内と11月25日東京會舘及び名古屋・京都・大阪でファッションショー開催
- 1954年（昭和29年） - 初代デザイン科長・小池千枝がパリ・クチュール組合学校「サンディカ」に1年留学。翌年フランス製の人台(ボディー、トルソー)を持って帰国したことで日本人体型に合う立体裁断用の人台を開発し始める[1]
- 1955年（昭和30年） - 新宿本校に円筒形の校舎が完成。以後、文化服装学院を象徴する建物となる
- 1957年（昭和32年） - 男子学生の受け入れ開始
- 1961年（昭和36年） - 赤痢の集団発生。同年6月1日から19日までの間に717人の患者を出した[2]。
- 1969年（昭和44年） - 米国ニューヨーク州立ファッション工科大学（FIT）と姉妹校提携
- 1973年（昭和48年） - 運営法人名を学校法人並木学園から学校法人文化学園に改める
- 1976年（昭和51年） - 文化服装学院が専修学校制度に基づく専門学校として許可
- 1979年（昭和54年） - 遠藤記念館が完成。地上8階地下2階建て、3982坪。大ホールにて卒業式、入学式を挙行。
- 1998年（平成10年）- 高層21階建ての新校舎完成
- 2005年（平成17年）ｰ バンコクにタイ文化服装学院を開校。兄弟校として東京都渋谷区に文化外国語専門学校開校
- 2006年（平成18年） - カナダのLifenetwork.caの調べで『世界のファッションスクールランキング2006』トップ10に選出される。文化ファッション大学院大学開学
- 2007年（平成19年） - ファッション工業専門課程に高度専門士課程であるファッション高度専門士科を設置
- 2008年（平成20年） - 広島県広島市に直営校の文化服装学院広島校が開校する
- 2015年（平成27年） - 7月23日「ビジネス・オブ・ファッション」（BoF）『世界のファッションスクールランキング2015』で2位を獲得。日本からは唯一のランクイン[3]
- 2017年（平成29年） - 文化服装学院広島校（広島県広島市）閉校
- 2022年（令和4年） - 『世界のファッションスクールランキング2022』トップ10にランクインした

## 学科
服飾専門課程
- 服装科（I・II部）
  - 服飾専攻科（3年次）※I部のみ
    - デザイン専攻
    - 技術専攻
    - オートクチュール専攻
- 服飾研究科

ファッション工科専門課程
- ファッション工科基礎科（1年次）
  - アパレル技術科（2・3年次）
  - 生産システムコース（3年次）
  - アパレルデザイン科（2・3年次）
    - メンズデザインコース（3年次）

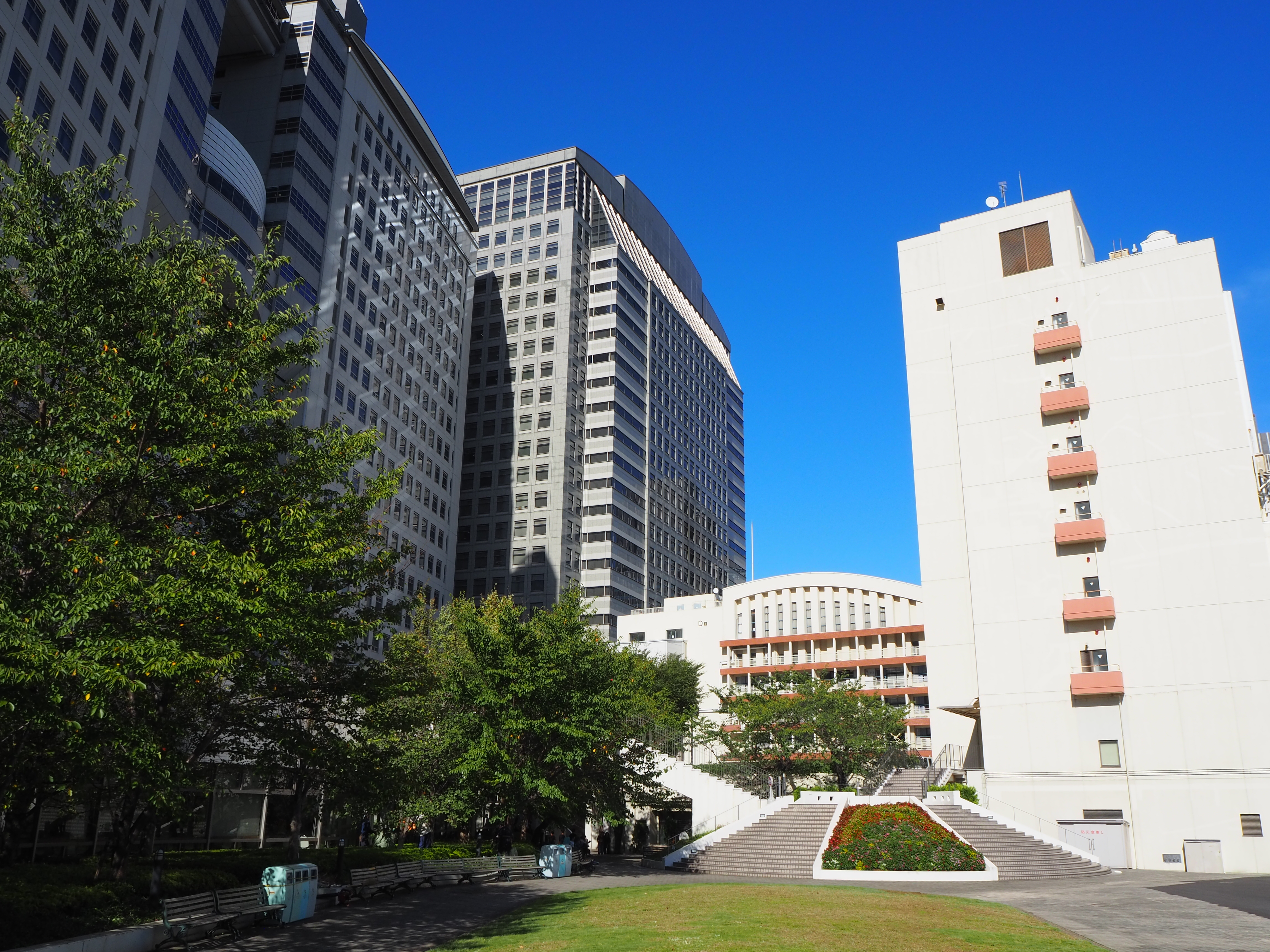
文化学園キャンパス内

  - インダストリアルマーチャンダイジング科（2・3年次）
  - ニットデザイン科（2・3年次）
- ファッション高度専門士科（4年制）『姉妹校文化学園大学への編入学及び文化ファッション大学院大学進学可』

ファッション流通専門課程
- 流通ビジネス科
- グローバルビジネスデザイン科
- ファッション流通科（1年次）
  - スタイリストコース（2年次）
  - ショップスタイリストコース（2年次）
  - リテールプランニングコース（2年次）
  - ファッションモデルコース（2年次）
  - ファッションメイクアップコース（2年次）
    - ファッション流通専攻科（3年次）
      - ファッションディレクター専攻
      - ファッションメディア専攻
      - ストアマネジメント専攻
- ファッション流通高度専門士科（4年制）『姉妹校文化学園大学への編入学及び文化ファッション大学院大学進学可』

ファッション工芸専門課程
- テキスタイルデザイン科
- ファッショングッズ基礎科
  - 帽子・ジュエリーデザイン科
  - バッグデザイン科
  - シューズデザイン科

## 著名な出身者
- 安部キミ子（参議院議員）
- 飯嶋久美子（スタイリスト）
- 池田重子（アンティーク着物収集家）
- 逸見晴恵（エッセイスト）
- 伊藤まさこ（スタイリスト）
- 岩下有希（タレント、モデル）
- 植野堀まこと（タレント）
- 内田侑希（気象キャスター）[4]
- emma（ファッションモデル）
- 小川ローザ（モデル、女優）
- 小岐須雅之（イラストレーター）
- 沖野俊太郎 - シンガーソングライター ※中退
- 金子功（ファッションデザイナー）
- 神田恵介（ファッションデザイナー）
- 木佐貫まや（ファッションモデル）
- 清川あさみ（アーティスト）
- キルカンウク（吉姜昱、ファッションデザイナー）
- 熊谷登喜夫（ファッションデザイナー）
- 小池千枝（文化服装学院名誉学院長、初代デザイン科長）
- 甲賀真理子（ファッションデザイナー）
- コシノジュンコ（ファッションデザイナー）
- コシノヒロコ（ファッションデザイナー）
- コヤマタイガ（映像ディレクター、写真家）
- 﨑山龍男（「スピッツ」ドラマー）
- サラ・レオン（ファッションモデル）
- 鈴木清剛（小説家）
- 鈴木道子（ファッションデザイナー）
- セバスチァーノ・セラフィニー（アーティスト）
- 瀬畑茉有子（ファッションモデル）
- 高田賢三（ファッションデザイナー）
- 高橋盾（ファッションデザイナー）
- 竹内彩（写真家）
- 津森千里（ファッションデザイナー）
- ドン小西（ファッションデザイナー）
- 中川比佐子（元ファッションモデル）
- 中川美優（まねきケチャ）
- 長坂真護（社会活動家、アーティスト）
- 中村英子（女優）
- NIGO（ファッションデザイナー・音楽プロデューサー）
- 西田尚美（女優）
- 西山栄子（ファッションコーディネーター）
- 畠山みどり（歌手）
- ピーコ（ファッション評論家）
- 廣岡直人（h.NAOTOデザイナー）
- 福田幸雄（アスカネット創業者）
- 松田光弘（ファッションデザイナー）
- 丸山敬太（ファッションデザイナー）
- ミーシャ・ジャネット（ファッションジャーナリスト、ブロガー）
- 皆川明（ファッションデザイナー）
- 南久惠（美容研究家、デザイナー）
- 三輪テツヤ（ロックバンド「スピッツ」ギタリスト）
- 村越としや（写真家）
- 百瀬祐一郎（小説家、脚本家）
- 森万里子（美術家）
- 山下典子（エッセイスト）
- 山本耀司（ファッションデザイナー）
- 米倉けんご（イラストレーター）
- 渡辺淳弥（ファッションデザイナー）
- 熊切秀典（ファッションデザイナー）

## 同窓会
- すみれ会

## 文化出版局
- 1934年（昭和9年） - 学院の出版部として出版部門をスタート
- 1936年（昭和11年） - 『装苑』創刊
- 1960年（昭和35年） 7月 - 『ハイファッション』創刊
- 1961年（昭和36年） 9月 - 『ミセス』創刊
- 1967年（昭和42年）11月 - 『季刊 銀花』創刊
- 1972年（昭和47年）11月 - 絵本『ふたりはともだち（英語版）』（作：アーノルド・ローベル、訳：三木卓）初版発行。2016年（平成28年）で第190刷発行、累計109万部を超えるロングセラーとなる[5]。
- 1976年（昭和51年） - 現代詩女流賞、現代短歌女流賞、現代俳句女流賞を創設
- 1978年（昭和53年） 4月 - 『ミセスのスタイルブック』創刊
- 1970年（昭和45年） 6月 - 「文化服装学院出版局」から「文化出版局」に改称
- 1980年（昭和55年） 9月 - 『ミスター・ハイファッション』創刊 （現在、廃刊）
- 1982年（昭和57年） 4月 - 『ハイミセス』創刊、1996年『ミマン』と誌名変更
- 1984年（昭和59年） 4月 -  相田みつを『にんげんだもの』初版発行。相田みつを初の書籍[6]。
- 1989年（平成元年）4月 - 栗原はるみ初の書籍『献立が10倍になるたれの本』発行[7]。その後、1992年（平成4年）発行の『ごちそうさまが、ききたくて。』が累計120万部以上のミリオンセラーとなる[8]。
- 2010年（平成22年） 2月 - 『ハイファッション』『季刊 銀花』休刊[9]
- 2021年（令和3年）3月 - 『ミセス』休刊

## 文化事業局購買部
学校法人文化学園内には文化事業局が運営する購買店舗があり、洋裁道具とファッション・服装関連書・生地などの販売をおこなっている。インターネットでも洋裁関連用品・書籍の販売をおこなう。

## 文化服装学院連鎖校
1947年（昭和22年）「文化服装学院連鎖校」制度を創設し、文化式洋裁教育の全国的なネットワーク化を確立した。卒業生が地方で「文化式パターン（型紙）」を用いた洋裁学校を開校し、全国に連鎖校が広がった。国内外に45校の連鎖校が開校している。
- 織田ファッション専門学校
- マロニエファッションデザイン専門学校
- 大阪文化服装学院
- コロムビア・ファッション・カレッジ